# Costantina
Costantina o Costanza (in latino Constantina, anche nota come Constantia, Constantiana; 318 circa – Bitinia, 354) è stata una nobildonna romana appartenente alla dinastia costantiniana, che governò sull'Impero romano nella prima metà del IV secolo. Costantina era la figlia dell'imperatore romano Costantino I e di Fausta, a sua volta figlia di Massimiano. Ebbe il titolo di augusta dal padre. Era sorella degli imperatori Costantino II, Costanzo II e Costante I, moglie del «re» Annibaliano e del cesare Costanzo Gallo.
È venerata come santa, con il nome di Costanza.

## Biografia

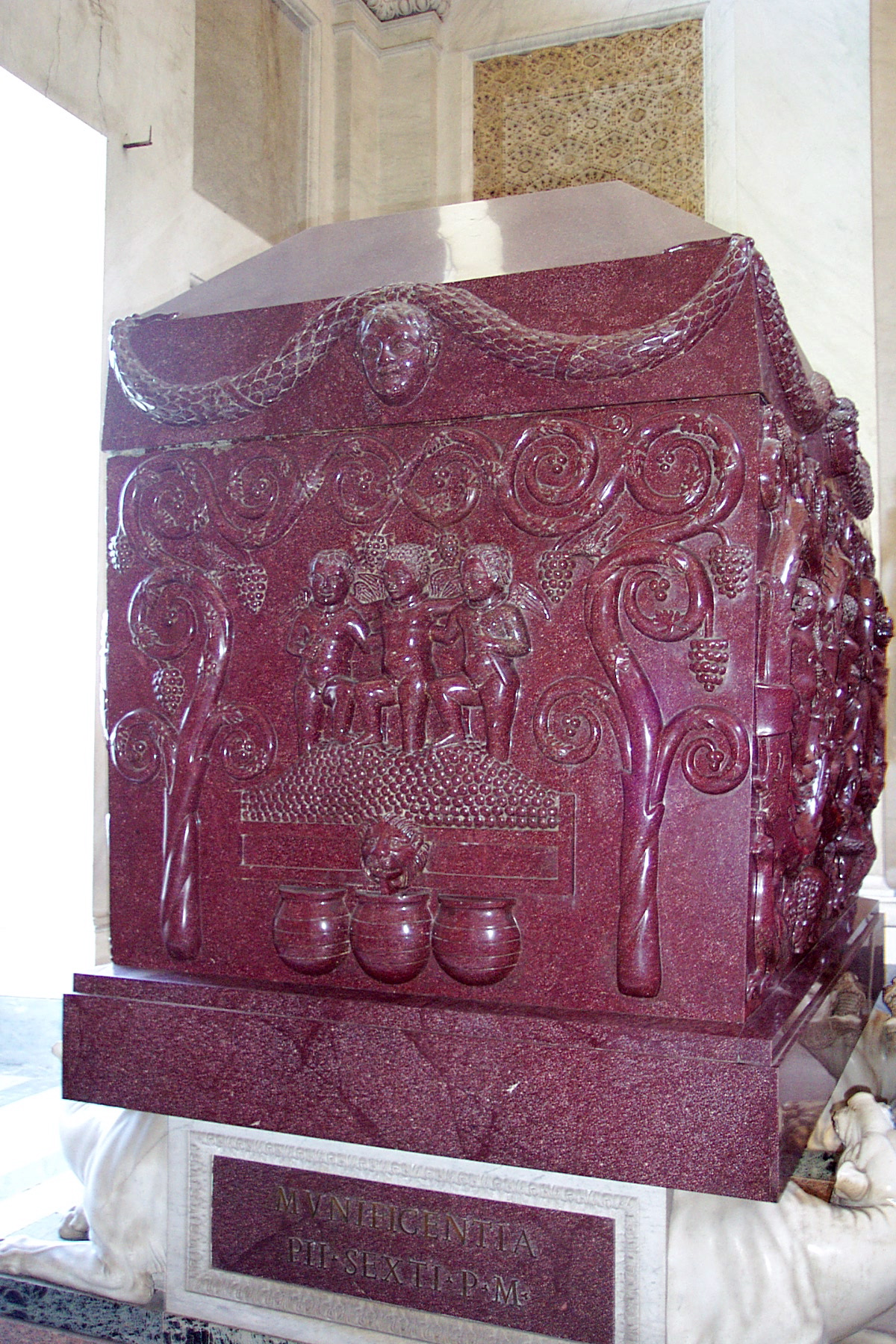
Il sarcofago di Costantina in porfido rosso, in origine collocato nel suo mausoleo, oggi conservato ai Musei Vaticani.

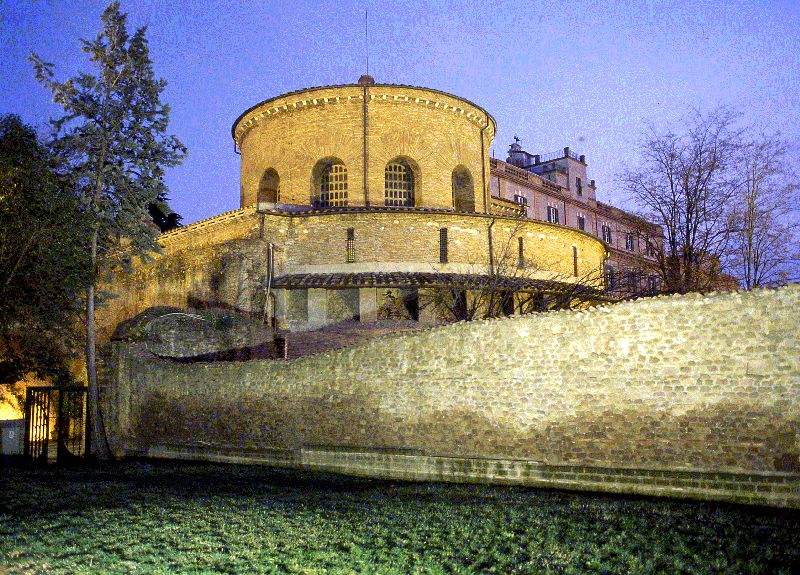
La basilica di Santa Costanza a Roma era in origine il mausoleo di Costantina

(Ammiano Marcellino, Storie, xiv.1)

### Annibaliano e Vetranione
Nel 335 sposò il cugino Annibaliano, figlio di Flavio Dalmazio e «Re dei Re e delle Genti Pontiche» per volere di Costantino I; il titolo del marito faceva riferimento ad un regno, probabilmente da creare nella zona del Ponto o dell'Armenia a seguito di una campagna che però non fu mai iniziata; Costantina ricevette contemporaneamente il titolo di augusta dal padre. Rimase presto vedova, quando, nel 337, Annibaliano morì nelle purghe che seguirono la morte di Costantino I e volute, o quanto meno non ostacolate, dai fratelli di Costantina, Costantino II, Costanzo II e Costante I.
A seguito della spartizione del potere fra i tre fratelli, Costantina andò a vivere in occidente, alla corte di Costante. Quando l'usurpatore Magnenzio si ribellò a Costante uccidendolo (350), Costantina convinse il magister militum Vetranione a nominarsi augusto e scrisse lei stessa al fratello (e ormai unico imperatore) Costanzo II per spiegargli le ragioni dell'atto di Vetranione, e anche in modo convincente, in quanto Costanzo riconobbe il nuovo augusto; è plausibile che fosse previsto un matrimonio tra Costantina e Vetranione. Quando poi Vetranione e Magnenzio si allearono, i loro ambasciatori offrirono a Costanzo una pace da suggellare con il matrimonio di Magnenzio e Costantina e quello di Costanzo con la figlia di Magnenzio, ma Costanzo rifiutò.

### Costanzo Gallo
Costanzo depose Vetranione, ma doveva ancora affrontare la minaccia posta da Magnenzio. Per poter occuparsi dell'usurpatore in Occidente, decise di nominare il proprio cugino Costanzo Gallo (il cui padre e fratello erano morti nelle purghe del 337, ma la cui sorella era stata la prima moglie di Costanzo) cesare d'Oriente e di affidargli la cura della frontiera orientale, dove i Sasanidi erano pronti ad approfittare di ogni sintomo di debolezza romana per attaccare l'impero. Per rinsaldare il legame tra augusto e cesare, Costantina sposò Gallo, probabilmente nel 351: i due sposi erano divisi da diversi anni di età, in quanto Gallo aveva venticinque o ventisei anni all'epoca del matrimonio. Alcuni documenti suggeriscono che il matrimonio fu celebrato allo scopo di garantire la lealtà di Gallo a Costanzo, ma è possibile che la decisione fu presa anche per allontanare Costantina dalla corte imperiale, a seguito del suo ruolo nella ribellione di Vetranione. Non è da escludere che sia stata Costantina stessa a suggerire il matrimonio con Gallo, che le avrebbe permesso di controllare il cesare di Oriente. Ad ogni modo, questo matrimonio vide la nascita di una figlia, il cui nome e destino sono ignoti.
Giunti in Oriente, Gallo e Costantina si alienarono il sostegno dei propri sudditi con un governo dissoluto e arbitrario. Ad esempio, Costantina convinse Gallo a condannare a morte un certo Clemazio di Alessandria d'Egitto dietro il pagamento della di lui suocera. Quando Gallo entrò in contrasto con il prefetto del pretorio Domiziano e con Monzio Magno, fu Costantina, secondo una versione, ad afferrare Monzio e trascinarlo via dalla sua sedia, gettandolo ai soldati che l'uccisero.
Dopo la morte di due suoi funzionari, Costanzo fu costretto a richiamare Gallo a Milano: Costantina precedette il marito, partendo per la corte probabilmente per intercedere presso il fratello a favore di Gallo, ma non raggiunse mai Milano, in quanto morì a Caeni Gallicani, in Bitinia. Fu seppellita a Roma, lungo la via Nomentana, in un mausoleo che ne conteneva il sarcofago in porfido rosso (oggi conservato ai Musei Vaticani) e un mosaico raffigurante Costantina e Annibaliano. In seguito il mausoleo di Costantina divenne la basilica di Santa Costanza, quando Costantina fu venerata come santa.

## Agiografia
(Parte iniziale dell'iscrizione in acrostico attribuita a papa Damaso I - IV secolo)
Costantina, con il nome di Costanza, è venerata come santa dalla Chiesa cattolica. La leggenda vuole che, ammalata incurabile, Costanza si sarebbe recata sulla tomba di sant'Agnese a Roma, dove sarebbe miracolosamente guarita; a seguito di questo miracolo, Costanza si sarebbe convertita al cristianesimo.
Promessa sposa di un ufficiale romano di nome Gallicano, gli avrebbe dato i propri due migliori servi, Giovanni e Paolo, quando Gallicano dovette partire per la guerra. Costanza avrebbe avuto due figlie dal primo matrimonio, Attica e Artemia, che avrebbe educato convertendole al cristianesimo; assieme a loro visse come delle vergini e costruì la prima basilica di Sant'Agnese fuori le mura, vivendo fino alla morte in una casa lì vicino.
Le reliquie di Costanza e delle due figlie sarebbero state poste da papa Alessandro IV sotto un nuovo altare a Santa Costanza; nel XVI secolo furono incluse per la prima volta nel Martirologio Romano.
È venerata da sola il 25 febbraio e assieme alle figlie il 19 settembre.